# Beaufou
Beaufou ist eine französische Gemeinde mit 1.654 Einwohnern (Stand: 1. Januar 2022) im Département Vendée in der Region Pays de la Loire; sie gehört zum Arrondissement La Roche-sur-Yon und zum Kanton Aizenay (bis 2015: Kanton Le Poiré-sur-Vie). Die Einwohner werden Meillerets genannt.

## Geographie
Beaufou liegt etwa 18 Kilometer nordnordwestlich vom Stadtzentrum La Roche-sur-Yons. Umgeben wird Beaufou von den Nachbargemeinden Les Lucs-sur-Boulogne im Norden, Saligny im Osten, Belleville-sur-Vie im Südosten, Le Poiré-sur-Vie im Süden, Palluau im Südwesten sowie Saint-Étienne-du-Bois im Westen.

## Bevölkerungsentwicklung
| Jahr                      | 1962 | 1968 | 1975 | 1982 | 1990 | 1999 | 2006 | 2012 |
| Einwohner                 | 965  | 923  | 815  | 857  | 968  | 907  | 1053 | 1273 |
| Quelle: Cassini und INSEE |      |      |      |      |      |      |      |      |

## Sehenswürdigkeiten

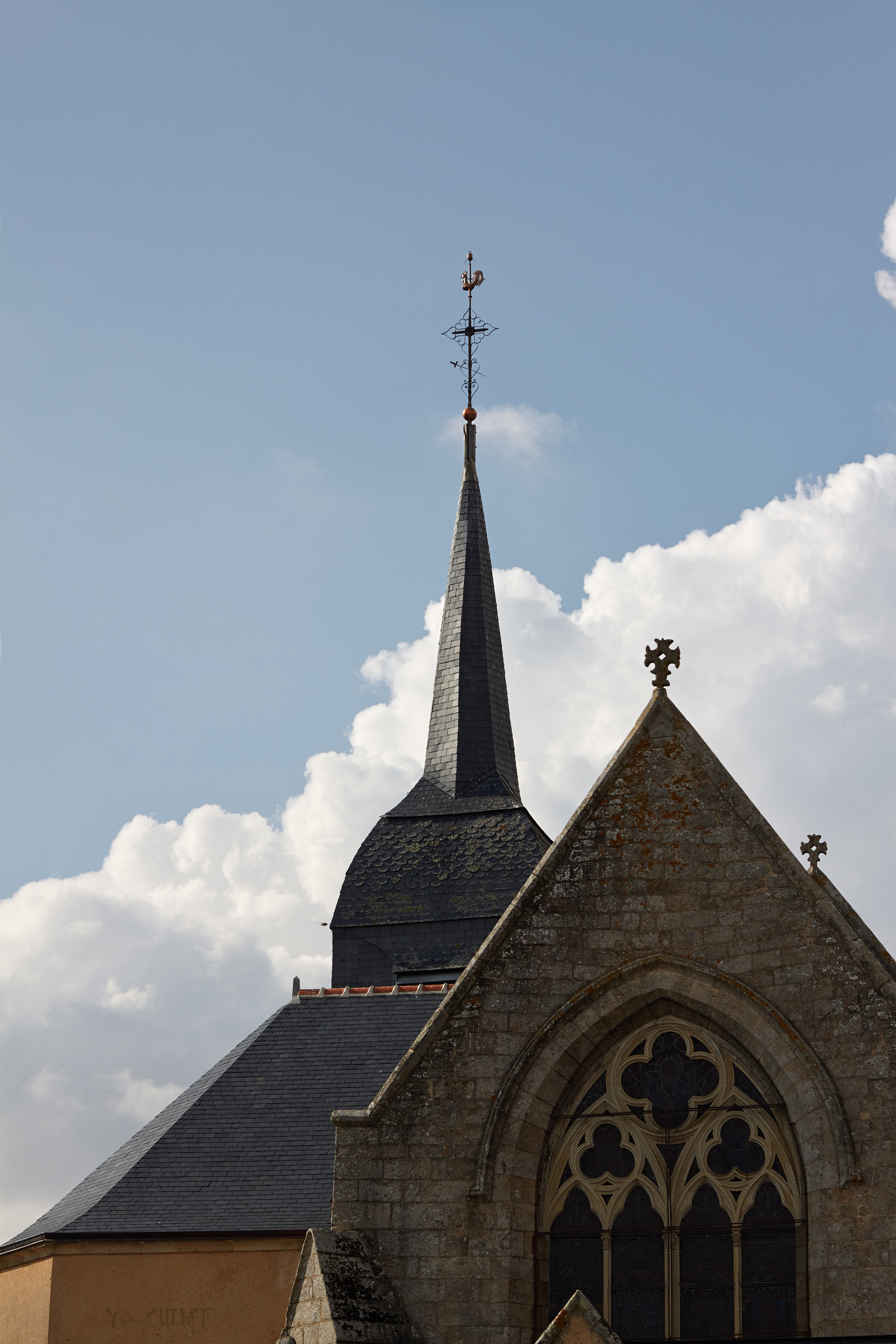
Kirche Notre-Dame

- Kirche Notre-Dame-de-l'Annonciation (Monument historique)
- Schloss La Vergne
- Herrenhaus
- Haus La Vézinière aus dem 15. Jahrhundert